# Боттего, Витторио
Витторио Боттего (итал. Vittorio Bottego; 29 июля 1860 года, Парма, Италия, — 17 марта 1897 года, Эфиопия) — итальянский путешественник, исследователь Африки.

## Биография
С 1887 года находился в Итальянской Эритрее и занялся изучением Восточной Африки.
В 1892—1893 годах совершил свою первую большую экспедицию, которую сопровождал значительный вооружённый отряд. Начав путь от порта Бербера, Боттего отправился в северные районы Сомали к истокам реки Джубы, которые исследовал в районе Галла-Сидамо. Наткнувшись на сильное вооружённое сопротивление племён галла, Боттего был вынужден вернуться к побережью Индийского океана, причем во время отступления немалое число солдат погибло в стычках с туземцами. По итогам этого путешествия в 1895 году Боттего издал книгу «Viaggi di scoperta nel cuore dell’Africa: il Giubu esplorato».
Во вторую экспедицию 1895—1897 гг. Боттего от Бравы снова двинулся на Джубу, по пути открыл озеро Абай (в юго-восточной части Эфиопии). Через Васомо Боттего проник в долину реки Омо, вдоль течения которой он дошёл до озера Рудольфа. На обратном пути Боттего решил осмотреть районы к северу от озера Рудольфа и истоки реки Собата; в этом районе его маршрут соприкоснулся с маршрутами исследователей, поднимавшихся вверх по Нилу. Таким образом, было завершено исследование и картографирование районов между Нилом и Индийским океаном.
При пересечении Абиссинского нагорья, на водоразделе между Собатом и Голубым Нилом, отряд Боттего 17 марта 1897 года подвергся нападению абиссинцев и почти полностью был истреблен. Сам Боттего погиб, часть его спутников оказалась в плену. Все собранные коллекции и материалы погибли, однако сами дневники Боттего были спасены двумя его компаньонами, Ванутелли и Читерини, которым после длительного пребывания в плену удалось вернуться в Италию. Они с использованием спасённых дневников Боттего и составили описание этого путешествия «L’Omo, seconda spredizione Bóttego» (1899).

## Награды
- Золотая медаль «За воинскую доблесть» (2 января 1898 года, посмертно)[2].